# Брикелл, Эди
Э́ди Эрли́са Бри́келл (англ. Edie Arlisa Brickell; 10 марта 1966, Оак-Клифф, Даллас, США) — американская певица, автор песен и гитаристка.

## Биография
Эди Эрлиса Брикелл родилась 10 марта 1966 года в Оак-Клиффе (штат Даллас, США). Эди окончила «Booker T. Washington High School for the Performing and Visual Arts» и «Southern Methodist University».
Эди начала свою музыкальную карьеру в 1985 году, став участницей музыкальной фолк-группы «New Bohemians». В 1990—1994 года Брикелл была музыкальным гостем комедийного шоу «Субботним вечером в прямом эфире».
С 30 мая 1992 года Эди замужем за музыкантом Полом Саймоном (род.1941). У супругов есть трое детей: сын Эдриан Эдвард Саймон (род.28.12.1992), дочь Лулу Бель Саймон (род. в марте 1995) и ещё один сын — Гэбриел Элайджа Саймон (род. в мае 1998).